# Vohenstrauss
Vohenstrauss (česky Fohadras, Fohadraz) je německé město v okrese Neustadt an der Waldnaab ležící v Horní Falci v Bavorsku poblíž české hranice na dálnici A6. 
Město se nachází v Hornofalckém lese, asi 17 km jihovýchodně od Weidenu v Horní Falci. V 16. století byl Vohenstrauss sídlem hraběte Palatina z Pfalz-Zweibrücken-Vohenstrauß-Parkstein. Až do okresní reformy v roce 1972 zde bylo sídlo stejnojmenného okresu.

## Geografie
Město leží asi 20 km od hraničního přechodu s Českou republikou, přímo na mezistátní dálnici A6 (Via Carolina).
Město hraničí na severu s trhovou obcí Waldthurn, na východě s městem Pleystein a trhovou obcí Moosbach, na jihu s trhovými obcemi Tännesberg a Leuchtenberg a na západě s obcí Irchenrieth (všechny místa jsou v zemském okrese Neustadt an der Waldnaab), na severozápadě hraničí katastr obce se svobodným městem Weiden in der Oberpfalz. 
| Růžice kompasu | Moosbach     | Waldthurn    | Pleystein | Růžice kompasu |
| Růžice kompasu | Irchenrieth  | Sever        | Moosbach  | Růžice kompasu |
| Růžice kompasu | Irchenrieth  | Vohenstrauss | Moosbach  | Růžice kompasu |
| Růžice kompasu | Irchenrieth  | Jih          | Moosbach  | Růžice kompasu |
| Růžice kompasu | Leuchtenberg | Tännesberg   | Moosbach  | Růžice kompasu |

## Dějiny obce

### Do 20. století
V  roce 1124 světil bamberský biskup Otto kostel k „Vohendreze“ v místě nynější části Altenstadt. V té době patřil Vohenstrauß s obcemi Floss a Parkstein mocné rodině hrabat ze Sulzbachu. Poté, co v roce 1189 Sulzbachové vymřeli, získali jejich majetek Štaufové a pravděpodobně založili na začátku 13. století novou tržní obec, protože v roce 1230 byl Altenstadt již znám jako „veteri (starý) vohendrezz“. Po válce o následnictví v Landshutu (1503/05) byl Vohenstrauss přičleněn k vévodství  Pfaltz-Neuburgu. Za vlády Friedricha von Pfalz-Vohenstrauss-Parkstein se Vohenstrauss nakrátko stal panskou rezidencí. Od roku 1586 do roku 1593 nechal Friedrich postavit poblíž Vohenstraussu hrad Friedrichsburg. Po rozdělení vévodství v roce 1614 se stal trhový Vohenstrauss součástí Pfalz-Sulzbach, v roce 1777 byl začleněn do Bavorska. Mezi lety 1378 a 1770  se obec opakovaně označovala jako město, ale opravdu povýšen na město byl Vohenstrauss  až roku 1912 princem regentem Luitpoldem.

### Městský znak
Oficiální popis znaku města Vohenstrauß je následující:
„V modrém poli z levé strany zlatem obrněný stříbrný čáp se zlatou podkovou v zobáku, na které skáče červená liška.“
Ilustrace odkazuje na název města (vohe = vixen  česky liška). Motiv pochází z nejstarší známé rady pečeť z první poloviny 14. století.

### Partnerská města
- Stříbro (1992)
- Bernsbach
- Moncoutant (2002)

## Pamětihodnosti

### Muzea
V obci se nachází místní historické muzeum města Vohenstrauß a muzeum drahokamů.

### Budovy
- Hrad Waldau, soukromé sídlo v místní části Waldau.
- Evangelický luteránský farní kostel na tržním náměstím, od roku 1845 v současné podobě, předchozích budovy zničeny požárem v letech 1839 a 1763. Až do roku 1928 sloužil jako současný kostel pro obě dvě velké křesťanské náboženské obce.
- Kostel sv. Jana Křtitele v místní části Altenstadt, vysvěcený v roce 1124 biskupem Otto von Bambergem.
- Radnice
- Zámek Friedrichsburg, poznávací znamení města. Nejznámější památka.
- Farní kostel Neposkvrněného početí Panny Marie